# Mittelstadt (Reutlingen)
Mittelstadt ist seit 1975 ein Stadtteil der Kreisstadt Reutlingen. Der rund 3500 Einwohner zählende Ort liegt am Neckar und grenzt an den Landkreis Esslingen.

## Geographie

Klostermühle am Neckar

Mittelstadt liegt etwa acht Kilometer nördlich der Reutlinger Innenstadt am rechten Ufer des Neckars, der mit einer Höhe von 290 m ü. NN die tiefste Stelle des Landkreises darstellt. Angrenzende Orte sind Neckartenzlingen im Norden und Bempflingen im Nordosten (beide Landkreis Esslingen), Riederich im Osten, Metzingen im Südosten, die Reutlinger Stadtteile Reicheneck und Oferdingen im Süden bzw. Südwesten sowie Pliezhausen im Westen (alle Landkreis Reutlingen).

## Geschichte
Ausgrabungen von Werksteinen deuten auf eine römische Siedlung hin, die auf dem Gebiet des heutigen Mittelstadt lag. Als die Alemannen einfielen und die Römer verdrängten, siedelten sie überwiegend dort, wo der Boden schon bestellt worden war. Man geht davon aus, dass sich hier ein Alemanne namens Muthilo niederließ, der der Siedlung seinen Namen gab.

### Erste urkundliche Erwähnung
Die erste schriftliche Erwähnung des Ortsnamens Mittelstadt wird für das Jahr 1245 angenommen. Dorothea Reuter schreibt in der Amtlichen Kreisbeschreibung: „Die erste schriftliche Erwähnung des Ortsnamens stammt von 1245 (Mvtilstat, 1254 Mutilstat, 1268 Mvthilstat, Mutelstat, vom Personennamen Mutili). Er deutet auf eine Siedlung der älteren Ausbauzeit hin. Im 15. Jahrhundert wurde der Name im Sinne von ‚Ort in der Mitte‘ umgedeutet“.
Die Autorin bezieht sich hierbei auf eine Urkunde vom 6. November 1245, in der Graf Ulrich von Berg das Eigentum der Mühle zu Maselheim an das Kloster Heggbach übergibt. Als Zeuge fungiert dabei unter anderen ein „B. de Mvtilstat“. Die Identifizierung von „Mvtilstat“ als Mittelstadt wird im Württembergischen Urkundenbuch mit dem einstmaligen Besitz des Ortes durch den Grafen von Berg und Schelklingen begründet. Die Urkunde befindet sich heute im Hauptstaatsarchiv Stuttgart.
Der hier als Zeuge auftretende Niederadlige dürfte mit dem gleichnamigen Zeugen in einer weiteren Urkunde vom 10. März 1254 personengleich sein („B. de Mutilstat“), der ebenfalls zum bergischen Gefolge gehörte. Von ihm sind nur diese beiden Schriftzeugnisse bekannt, die ihn wegen seiner Stellung am Ende der Zeugenreihen als eher nachgeordneten Mann kennzeichnen.
Eine weitere Nennung Mittelstadts liegt für das Jahr 1268 vor. In einer Urkunde vom 3. März 1268 überträgt Graf Ulrich von Berg dem Kloster Pfullingen das volle Eigentumsrecht an den von seinen Lehensleuten, den Edlen Sigbot und Rudolf von Hundersingen, an dasselbe verkaufte Besitzungen in Mittelstadt („Mvthilstat“). Diese Urkunde befindet sich heute ebenfalls im Hauptstaatsarchiv Stuttgart.
Zweifel an der Zuschreibung der beiden Urkunden von 1245 und 1254 auf Mittelstadt werden lediglich in der älteren Literatur (Otto von Alberti: Württembergisches Adels- und Wappenbuch. 1. Band, Stuttgart 1889–1898 bzw. Beschreibungen des Oberamtes Urach. Stuttgart 1909) erhoben, die auch eine Auflösung als Meidelstetten, Oberamt Münsingen, für denkbar halten. Dagegen nimmt Walter Brants Mittelstadt in Vergangenheit und Gegenwart (Mittelstadt 1965) eine Identifizierung des „B. de Mutilstat“ als Mittelstädter Adelsgeschlecht als „ziemlich sicher“ (S. 65) an.

### Religion
Die Kirche und Pfarrei St. Martin in Mittelstadt wurde 1275 erstmals erwähnt. 1413 wurde sie dem Klarissenkloster in Pfullingen inkorporiert. Mit der Reformation 1534 in Württemberg wurde Mittelstadt evangelisch. Die heutige evangelische Kirchengemeinde Mittelstadt umfasst den Stadtteil Mittelstadt der Stadt Reutlingen. Zusammen mit der Kirchengemeinde Reicheneck gehört Mittelstadt zum Kirchenbezirk Bad Urach-Münsingen der Evangelischen Landeskirche in Württemberg. Zur ev. Kirchengemeinde Mittelstadt gehört auch Hammetweil, das auf der Gemarkung von Neckartenzlingen liegt. An dieser Stelle folgt der Kirchenbezirk noch den Grenzen des ehemaligen Oberamts Urach.
Außerdem gibt es die evangelisch-methodistische Eben-Ezer-Kapelle und die katholische St.-Gebhard-Kirche mit den zugehörigen Gemeinden.

### Eingemeindung
Am 1. Januar 1975 wurde Mittelstadt nach Reutlingen eingemeindet.

## Wappen
„Gänsfüß“ war der Ortsneckname für die Mittelstädter. Diese Bezeichnung spiegelt auch das Wappenbild wider, das einen roten Gänsefuß auf weißem Grund zeigt. Es soll Anfang des 20. Jahrhunderts von einem ortsansässigen Malermeister entworfen worden sein und wurde mindestens von 1930 an von der Gemeinde verwendet. Mit der Eingemeindung im Jahre 1975 verlor das Wappen seine rechtliche Gültigkeit.

## Öffentliche Einrichtungen
Zu Beginn der 1970er Jahre war die Errichtung eines Kernkraftwerks mit 300 Megawatt Leistung am Neckar bei Mittelstadt geplant. Dagegen protestierten im Oktober 1977 knapp eintausend Menschen. Die Planung des Kernkraftwerks wurde an diesem Standort mangels Kühlwasser nicht weiter verfolgt, da der Neckar an der Stelle noch nicht sehr viel Wasser führt. In der Nähe des geplanten Standorts kreuzen sich mehrere Hochspannungs- und Höchstspannungsleitungen, außerdem ist das Pumpspeicherwerk Glems in der Nähe.

### Kindergärten
Mittelstadt verfügt über drei Kindergärten mit jeweils mehreren Gruppen (Mönchstraße, Wieslenbach und Grafenbergerstraße). Da Mittelstadt bereits seit mehreren Jahren der fruchtbarste Ortsteil von Reutlingen ist, sind die Kindergärten sehr gut ausgelastet. Für die Betreuung von Kindern ab 18 Monaten bis zum Kindergartenalter ist im Rahmen des Vereins „Kinderreich“ gesorgt.

### Schule
Mittelstadt besitzt eine mehrzügige Grundschule, jedoch keine weiterführenden Schulen. Um die Hauptschule zu besuchen, haben Mittelstädter Schüler die Wahlmöglichkeit zwischen der Hauptschule am Bildungszentrum Nord und der Hauptschule Pliezhausen. Beim Bildungsweg über die Realschule steht die Wahlmöglichkeit zwischen dem Bildungszentrum Nord, der Realschule Metzingen und der Realschule in Pliezhausen zur Verfügung. Für den gymnasialen Bildungsweg stehen die Gymnasien am Bildungszentrum Nord und dem Gymnasium Metzingen zur Auswahl.

### Seniorenzentrum
Von der BruderhausDiakonie wird in Mittelstadt ein Seniorenzentrum betrieben, das am 14. September 2007 eingeweiht wurde.

## Kultur, Bauwerke und Sehenswürdigkeiten

### Kirchen

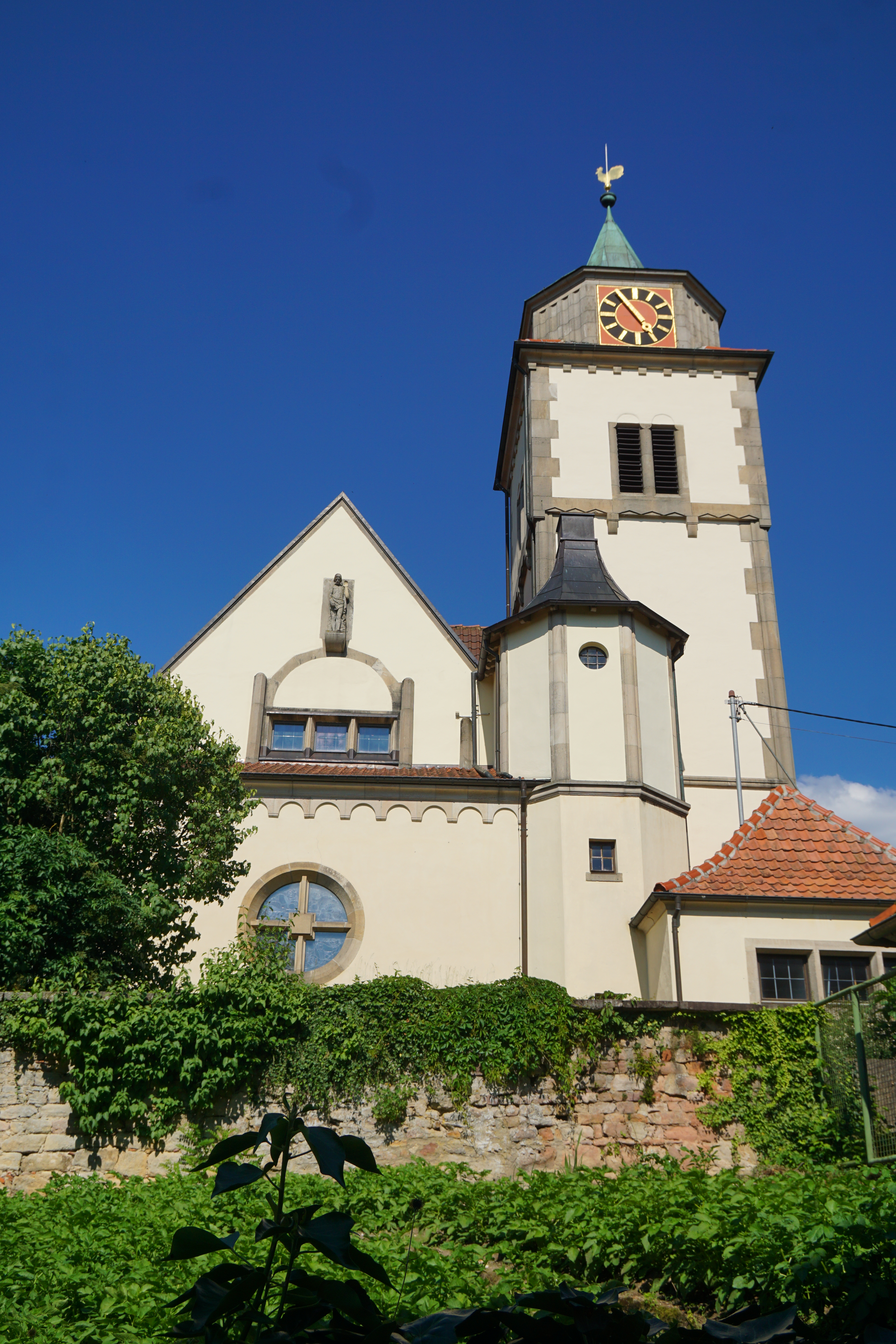
Martinskirche

- Die evangelische Martinskirche wurde anstelle der alten Martinskirche 1912 nach Plänen von Martin Elsaesser neu erbaut.[11] Die einschiffige Saalkirche mit 500 Sitzplätzen ist mit dem rechteckigen Altarhaus entgegen der sonstigen Gepflogenheit nach Westen ausgerichtet. Bauplastischer Schmuck des Stuttgarter Bildhauers Daniel Stocker ziert die Fassade (Johannes der Täufer, Mantelszene mit Martin von Tours, ein sich für seine Jungen aufopfernder Pelikan als Christussymbol). Den Innenraum prägen der florale Ornamentschmuck am Holzwerk bis in die kassettierte Tonnendecke hinauf, die im Jugendstil verglaste Westrosette über dem Altar mit dem Barockkruzifix davor und einige Epitaphien. Andere bauzeitliche Ausschmückungen, Farbverglasungen und die Wandbilder der vier Evangelisten sind nicht mehr erhalten. Zum hundertjährigen Jubiläum fand 2012 eine umfassende Restaurierung statt.[12][13]
- Evangelisch-methodistische Eben-Ezer-Kapelle
- Katholische St.-Gebhard-Kirche

### Andere Gebäude

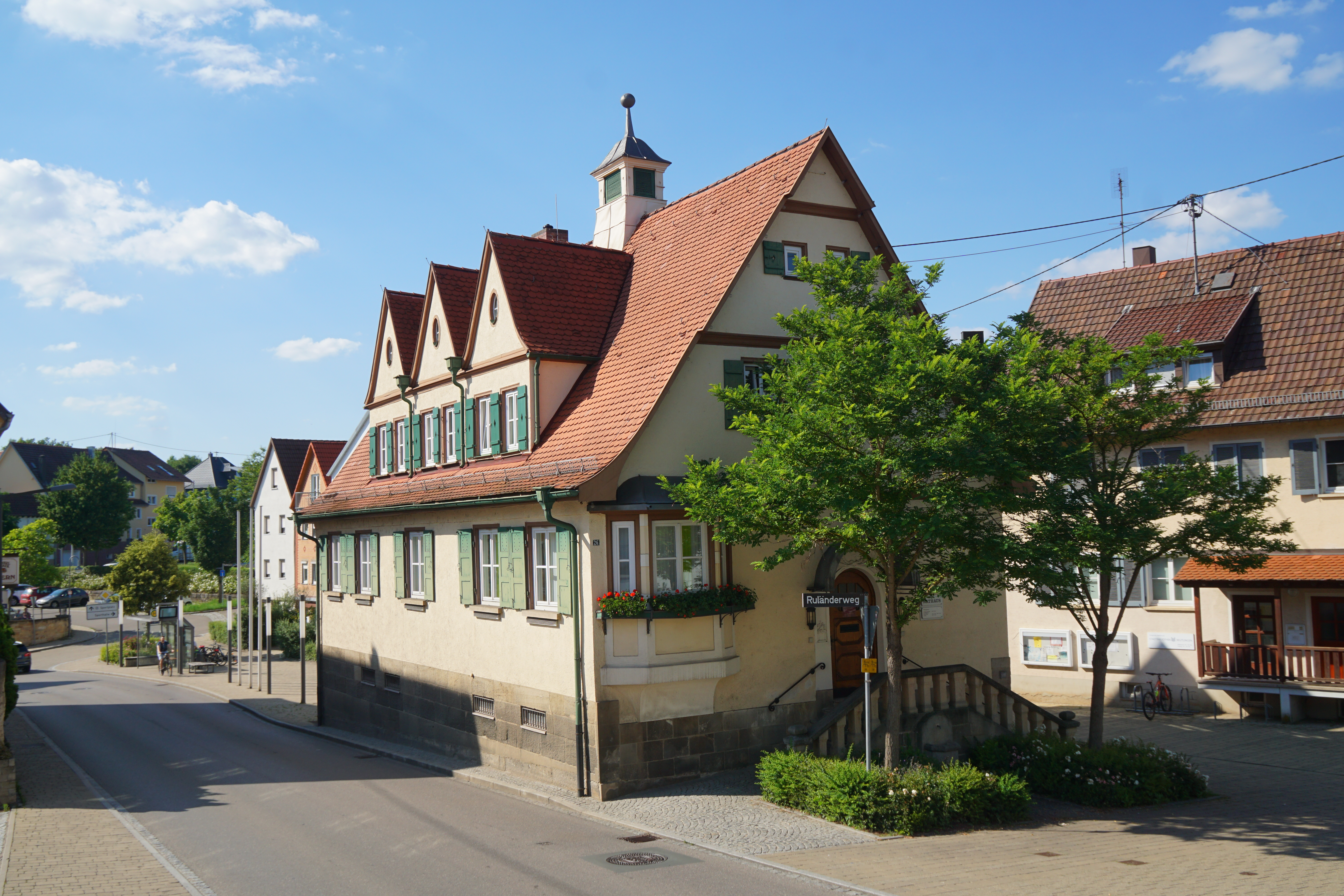
Rathaus

- Rathaus
- Klostermühle

## Wirtschaft und Infrastruktur

### Verkehr
Mittelstadt liegt an der B 297 (Nürtingen–Tübingen), die B 312 Stuttgart–Reutlingen verläuft einen Kilometer östlich.
Drei Buslinien im Verkehrsverbund Neckar-Alb-Donau verbinden den Ort mit Reutlingen, Metzingen und Pliezhausen. Die Linie 6 des Reutlinger Stadtverkehrs fährt täglich im 20- bis 30-Minuten-Takt über Sondelfingen Richtung Reutlingen Hauptbahnhof. Die Schulbuslinie 105 verbindet Mittelstadt und Pliezhausen auf direktem Weg. Von und nach Metzingen verkehrt von Montag bis Samstag die Linie 203. Außerdem fährt noch ein Schulbus zweimal täglich an das Bildungszentrum Reutlingen-Nord in Rommelsbach.

### Wirtschaft
In Mittelstadt gibt es zwei Gewerbegebiete, die mit Lachenhau Ost und West bezeichnet worden sind.